# Акпатер
Акпате́р (каз. Ақпатер) — село у складі Казталовського району Західноказахстанської області Казахстану. Адміністративний центр Акпатерський сільського округу.
У радянські часи село називалось Порт-Артур.
Населення — 1005 осіб (2021; 1077 у 2009, 1220 у 1999, 1085 у 1989).